# Nicolae Țaga
Nicolae Țaga (Avrămești, 12 april 1967) is een Roemeens voormalig roeier. Țaga maakte zijn debuut met een vierde plaats in de twee-zonder-stuurman. Tijdens de Olympische Zomerspelen 1992 won Țaga de gouden medaille in de vier-met-stuurman en de bronzen medaille in de twee-met-stuurman, deze spelen waren de laatste waarbij deze twee onderdelen op het programma stonden. Een jaar later werd Țaga wereldkampioen in de vier-met-stuurman. Tijdens de Olympische Zomerspelen 1996 werd Țaga zevende in de acht. Țaga beëindigde zijn carrière in 2004.

## Resultaten
- Wereldkampioenschappen roeien 1990 in Barrington 4e in de twee-zonder-stuurman
- Wereldkampioenschappen roeien 1991 in Wenen 4e in de acht
- Olympische Zomerspelen 1992 in Barcelona  in de vier-met-stuurman
- Olympische Zomerspelen 1992 in Barcelona  in de twee-met-stuurman
- Wereldkampioenschappen roeien 1993 in Račice 4e in de skiff
- Wereldkampioenschappen roeien 1993 in Račice  in de vier-met-stuurman
- Wereldkampioenschappen roeien 1994 in Indianapolis 9e in de skiff
- Wereldkampioenschappen roeien 1995 in Tampere 11e in de twee-zonder-stuurman
- Wereldkampioenschappen roeien 1995 in Tampere 5e in de acht
- Olympische Zomerspelen 1996 in Atlanta 7e in de acht
- Wereldkampioenschappen roeien 1996 in Motherwell  in de twee-met-stuurman
- Wereldkampioenschappen roeien 1997 in Aiguebelette-le-Lac 12e in de twee-zonder-stuurman
- Wereldkampioenschappen roeien 1998 in Keulen  in de acht
- Wereldkampioenschappen roeien 1999 in St. Catharines 8e in de vier-zonder-stuurman
- Wereldkampioenschappen roeien 1999 in St. Catharines  in de vier-met-stuurman
- Wereldkampioenschappen roeien 2000 in Zagreb  in de twee-met-stuurman
- Wereldkampioenschappen roeien 2003 in Milaan 10e in de acht
- Wereldkampioenschappen roeien 2004 in Banyoles 10e in de vier-met-stuurman

1900: Henri Bouckaert & Jean Cau & Émile Delchambre & Henri Hazebrouck & Charlot / Gustav Goßler & Oskar Goßler & Walter Katzenstein & Waldemar Tietgens & Carl Goßler  ·
1912: Albert Arnheiter & Hermann Wilker  & Otto Fickeisen & Rudolf Fickeisen & Otto Maier·
1920: Willy Brüderlin & Max Rudolf & Paul Rudolf & Hans Walter & Paul Staub · 
1924: Émile Albrecht & Alfred Probst & Eugen Sigg & Hans Walter & Émile Lachapelle ·
1928: Valerio Perentin & Giliante D'Este & Nicolò Vittori & Giovanni Delise & Renato Petronio ·
1932: Hans Eller & Horst Hoeck & Walter Meyer & Joachim Spremberg & Carlheinz Neumann ·
1936: Hans Maier & Walter Volle & Ernst Gaber & Paul Söllner & Fritz Bauer·
1948: Warren Westlund & Gordon Giovanelli & Robert Martin & Robert Will & Allen Morgan ·
1952: Karel Mejta & Jiří Havlis & Jan Jindra & Stanislav Lusk & Miroslav Koranda ·
1956: Alberto Winkler & Romano Sgheiz & Angelo Vanzin & Franco Trincavelli & Ivo Stefanoni ·
1960: Gerd Cintl & Horst Effertz & Klaus Riekemann & Jürgen Litz & Michael Obst·
1964: Peter Neusel & Bernhard Britting & Joachim Werner & Egbert Hirschfelder & Jürgen Oelke ·
1968: Dick Joyce & Ross Collinge & Dudley Storey & Warren Cole & Simon Dickie ·
1972: Peter Berger & Hans-Johann Färber & Gerhard Auer & Alois Bierl & Uwe Benter ·
1976: Vladimir Jesjinov & Nikolai Ivanov & Michail Koeznetsov & Aleksandr Klepikov & Aleksandr Loekjanov ·
1980: Dieter Wendisch & Ullrich Dießner & Walter Dießner & Gottfried Döhn & Andreas Gregor ·
1984: Martin Cross & Richard Budgett & Andy Holmes & Steve Redgrave & Adrian Ellison·
1988: Bernd Niesecke & Karsten Schmeling & Bernd Eichwurzel & Frank Klawonn & Hendrik Reiher ·
1992: Iulică Ruican & Viorel Talapan & Dimitrie Popescu & Nicolae Țaga & Dumitru Răducanu